# Dewi Sri

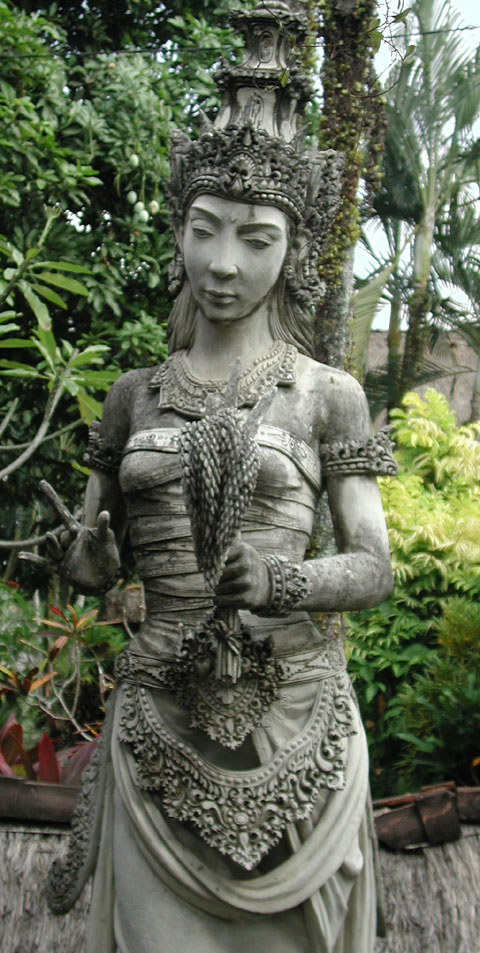
Statua balinese di Dewi Sri in pietra vulcanica

Dewi Sri, o Shridevi (ossia dewi=dea e sri=santa) (giavanese: ꦢꦺꦮꦶꦱꦿꦶ)), conosciuta col nome di Nyai Pohaci Sanghyang Asri nell'antica lingua sundanese), è la dea del riso e della fertilità venerata sulle isole di Bali e Giava.
Dewi Sri è una giovane e bella fanciulla, ma viene raffigurata anche come serpente, simbolo di fertilità e protezione. I Nāga sono suoi leali alleati.
È legata a molte leggende dell'arcipelago indonesiano, essendo una divinità sia pre-induista che pre-islamica relativa al culto dell'acqua e della agricoltura.
Il subak la venera come massima divinità. In ogni campo di riso balinese si trova sempre un piccolo tempio di bamboo in onore di Dewi Sri.